# Diócesis de Bandung
La diócesis de Bandung (en latín: Dioecesis Bandungen(sis) y en indonesio: Keuskupan Bandung) es una circunscripción eclesiástica latina de la Iglesia católica en Indonesia, sufragánea de la arquidiócesis de Yakarta. La diócesis tiene al obispo Antonius Subianto Bunyamin, O.S.C. como su ordinario desde el 18 de octubre de 2019.

## Territorio y organización

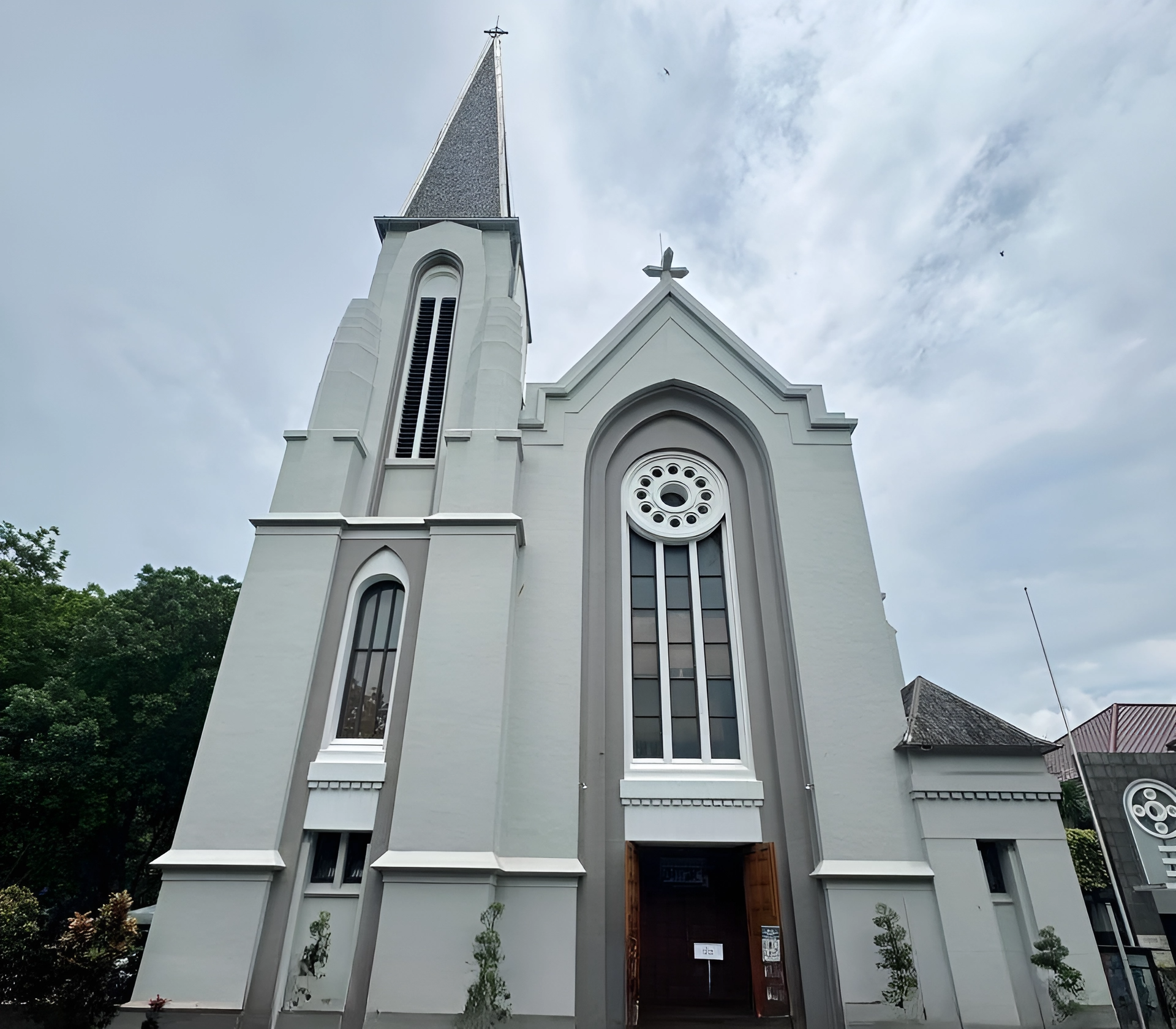
Catedral de Bandung

La diócesis tiene 23 315 km² y extiende su jurisdicción sobre los fieles católicos de rito latino residentes en la provincia de Java Occidental en las regencias de: Bandung, Bandung Occidental, Garut, Indramayu, Karawang, Kuningan, Majalengka, Purwakarta, Subang, Sumedang, Tasikmalaya, Ciamis, Cirebon y en los municipios de: Bandung, Cirebon, Cimahi, Tasikmalaya y Banjar.
La sede de la diócesis se encuentra en la ciudad de Bandung, en donde se halla la Catedral de San Pedro.
En 2018 en la diócesis existían 26 parroquias.

## Historia
La prefectura apostólica de Bandung fue erigida el 20 de abril de 1932 con el breve Romanorum Pontificum del papa Pío XI, obteniendo el territorio del vicariato apostólico de Batavia (hoy arquidiócesis de Yakarta).
El 16 de octubre de 1941 la prefectura apostólica fue elevada a vicariato apostólico con la bula Quae Mei catholicae del papa Pío XII.
El 3 de enero de 1961 el vicariato apostólico fue elevado a diócesis con la bula Quod Christus del papa Juan XXIII.

## Estadísticas
De acuerdo al Anuario Pontificio 2019 la diócesis tenía a fines de 2018 un total de 97 793 fieles bautizados.
| Año                                                                             | Población            | Población  | Población      | Sacerdotes | Sacerdotes    | Sacerdotes    | Bautizados por sacerdote | Diáconos permanentes | Religiosos | Religiosos | Parroquias |
| Año                                                                             | Bautizados católicos | Total      | % de católicos | Total      | Clero secular | Clero regular | Bautizados por sacerdote | Diáconos permanentes | Varones    | Mujeres    | Parroquias |
| ------------------------------------------------------------------------------- | -------------------- | ---------- | -------------- | ---------- | ------------- | ------------- | ------------------------ | -------------------- | ---------- | ---------- | ---------- |
| 1950                                                                            | 16 570               | 6 532 457  | 0.3            | 29         | 1             | 28            | 571                      |                      | 9          | 137        |            |
| 1970                                                                            | 28 796               | 11 065 330 | 0.3            | 39         | 3             | 36            | 738                      |                      | 44         | 171        |            |
| 1980                                                                            | 42 321               | 15 340 000 | 0.3            | 53         | 1             | 52            | 798                      |                      | 87         | 135        |            |
| 1990                                                                            | 65 150               | 17 915 000 | 0.4            | 60         | 4             | 56            | 1085                     |                      | 131        | 129        | 72         |
| 1999                                                                            | 83 170               | 26 000     | 0.3            | 76         | 14            | 62            | 1094                     |                      | 208        | 135        | 68         |
| 2000                                                                            | 90 939               | 19 900 000 | 0.5            | 83         | 16            | 67            | 1095                     |                      | 210        | 160        | 62         |
| 2001                                                                            | 88 263               | 24 000     | 0.4            | 77         | 18            | 59            | 1146                     |                      | 167        | 146        | 63         |
| 2002                                                                            | 94 569               | 25 000     | 0.4            | 80         | 20            | 60            | 1182                     |                      | 184        | 147        | 65         |
| 2003                                                                            | 96 954               | 25 000     | 0.4            | 88         | 21            | 67            | 1101                     |                      | 192        | 141        | 65         |
| 2004                                                                            | 96 864               | 35 000     | 0.3            | 76         | 20            | 56            | 1274                     |                      | 147        | 156        | 65         |
| 2006                                                                            | 102 035              | 40 000     | 0.3            | 80         | 27            | 53            | 1275                     |                      | 113        | 159        | 65         |
| 2012                                                                            | 87 247               | 27 018 000 | 0.3            | 106        | 34            | 72            | 823                      |                      | 139        | 153        | 23         |
| 2015                                                                            | 100 625              | 29 018 059 | 0.3            | 111        | 35            | 76            | 906                      |                      | 119        | 117        | 24         |
| 2018                                                                            | 97 793               | 30 353 840 | 0.3            | 115        | 36            | 79            | 850                      |                      | 107        | 153        | 26         |
| Fuente: Catholic-Hierarchy, que a su vez toma los datos del Anuario Pontificio. |                      |            |                |            |               |               |                          |                      |            |            |            |

## Episcopologio
- Jacques Hubert Goumans, O.S.C. † (27 de mayo de 1932-3 de marzo de 1951 renunció)
- Pierre Marin Arntz, O.S.C. † (10 de enero de 1952-25 de abril de 1984 falleció)
- Alexander Soetandio Djajasiswaja † (2 de julio de 1984-19 de enero de 2006 falleció)
  - Sede vacante (2006-2008)
- Johannes Maria Trilaksyanta Pujasumarta † (17 de mayo de 2008-12 de noviembre de 2010 nombrado arzobispo de Semarang)
  - Ignatius Suharyo Hardjoatmodjo (diciembre de 2011-3 de junio de 2014) (administrador apostólico)
- Antonius Subianto Bunyamin, O.S.C., desde el 3 de junio de 2014